# 德拉甘·托米奇 (足球运动员)
德拉甘·托米奇（Dragan Tomic，1973年7月28日—），是塞尔维亚足球运动员，司职攻击型中场。
2001年，托米奇曾经在中国甲A联赛上海申花效力，但是不久后申花为了签入巴西参加1998年世界杯的名将儒尼奥尔·巴亚诺，限于外援名额而与其解约。